# Ramón Elorriaga
Ramón Elorriaga de las Rivas (Bilbao, 31 de agosto de 1836-ibídem, 1898) fue un pintor e inventor español.

## Biografía
Nació en Bilbao en 1836. Se formó en Madrid y en Roma. En la Exposición Nacional de Bellas Artes que se celebró en Madrid en 1858, presentó un retrato y un cuadro de composición figurando La muerte de Abel. También participaría en la de la capital de 1871 y en la de Barcelona del año siguiente. Viajó por los Estados Unidos y pintó una representación del juramento de George Washington como primer presidente.
Fue, asimismo, inventor. Falleció en Bilbao en 1898.

## Obras

El cuadro que, estando en Estados Unidos, pintó Elorriaga de la jura de poder de Washington

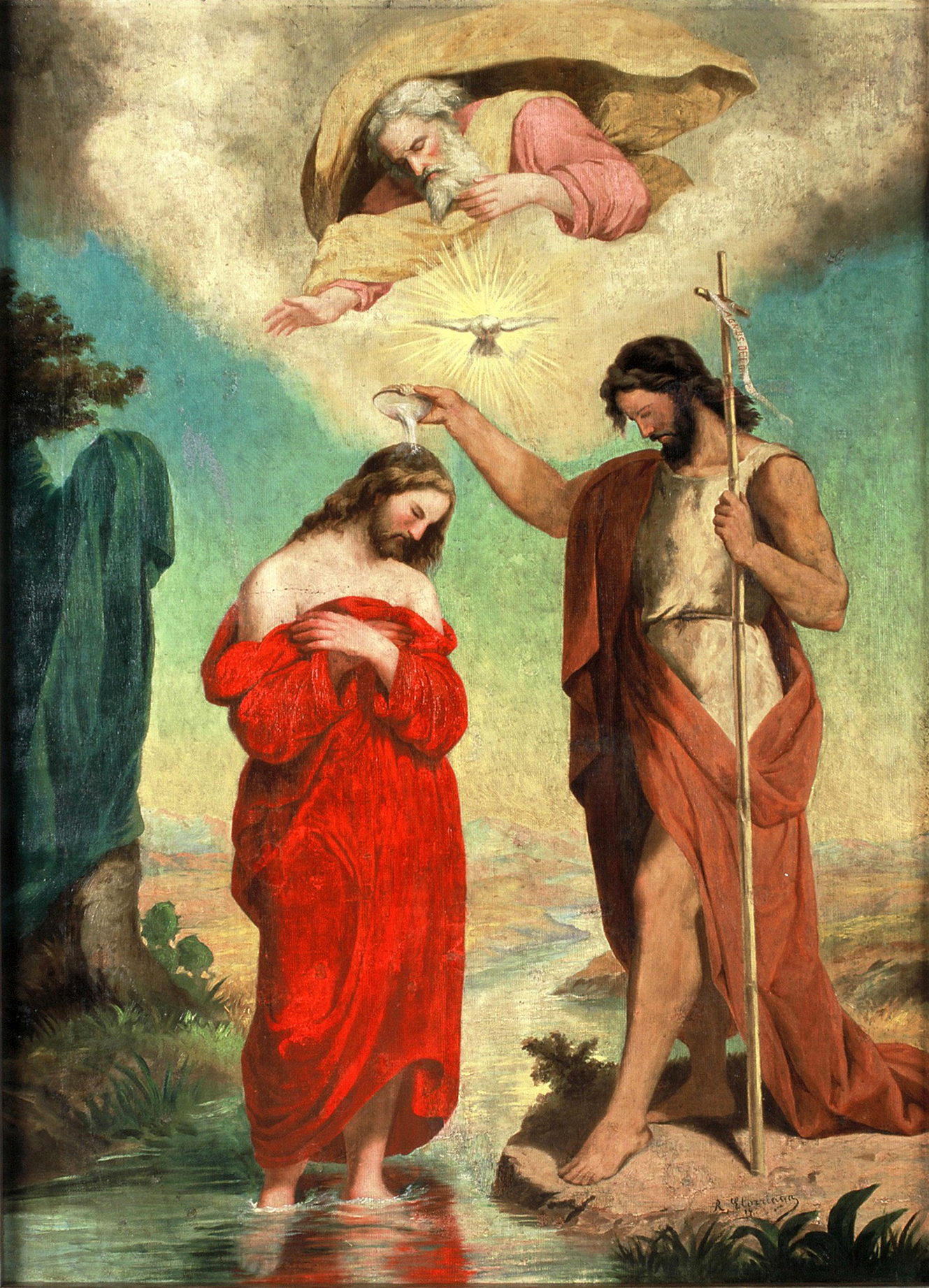
Bautismo, que pintó alrededor de 1870

Fue autor de, entre otras, las siguientes obras:
- Ciociara (c. 1857)[7]
- La muerte de Abel (1858)[2]
- Bautismo (c. 1870)[6]
- Grupo de mendigos (1871)
- Los náufragos del Cantábrico (1876)
- La lección de baile (1877)
- Inauguration of George Washington (1889)[5]
- El baño del Pedregal en Castro Urdiales
- Perro ratonero
- Ayer y hoy
- D. Juan Lanuza